# جوستين كيلر
جوستين كيلر (بالفرنسية: Justin Keller)‏ (و. 1986  م) هو لاعب هوكي الجليد كندي، ولد في نيلسون، كولومبيا البريطانية.

## روابط خارجية
- جوستين كيلر على موقع دوري الهوكي الوطني (الإنجليزية)
- جوستين كيلر على موقع EliteProspects.com (الإنجليزية)
- جوستين كيلر على موقع HockeyDB.com (الإنجليزية)